# Richard Taruskin
Richard Filler Taruskin (ur. 2 kwietnia 1945 w Nowym Jorku, zm. 1 lipca 2022 w Oakland) – amerykański muzykolog, muzyk i krytyk muzyczny. W 2017 odznaczony Nagrodą Kioto.

## Publikacje
- Opera and Drama in Russia: As Preached and Practiced in the 1860s (Ann Arbor, MI: UMI Research Press, 1981; republished, University of Rochester Press, 1993)
- Music in the Western World: A History in Documents zebrane i zredagowane przez R. Taruskin i P. Weiss (Schirmer, 1984; 2. wyd., Thomson/Schirmer, 2008)
- Musorgsky: Eight Essays and an Epilogue (Princeton University Press, 1993)
- Text and Act (Oxford University Press, 1995)
- Stravinsky and the Russian Traditions: A Biography of the Works through Mavra, 2 t. (University of California Press, 1996) (laureat nagrody Ottona Kinkeldeya, 1997)
- Defining Russia Musically: Historical and Hermeneutical essays (Princeton University Press, 1997)
- Oxford History of Western Music (6 t., Oxford University Press, 2005, 2009; 2. wyd., 5 t., 2010) (laureat nagrody Ottona Kinkeldeya, 2006)
- The Danger of Music: And Other Anti-Utopian Essays (University of California Press, 2009)
- On Russian Music (University of California Press, 2009)
- S. Karlinsky, Freedom from Violence and Lies: Essays on Russian Poetry and Music, red. R. P. Hughes, T. A. Koster, i R. Taruskin (Academic Studies Press, 2013)
- W. J. Allanbrook, The Secular Commedia: Comic Mimesis in Late Eighteenth-Century Music, red. M. A. Smart i R. Taruskin (University of California Press, 2014)
- Russian Music at Home and Abroad: New Essays (University of California Press, 2016)